# Stephen Pagliuca
Stephen Gerard Pagliuca (New York, 16 gennaio 1955) è un imprenditore e dirigente sportivo statunitense, investitore di private equity, co-presidente di Bain Capital, comproprietario dei Boston Celtics, società di basket militante in NBA, e dell'Atalanta, squadra di calcio italiana.

## Biografia
Pagliuca si è diplomato alla Ridge High School nel 1973 Ha frequentato la Duke University dove ha giocato a basket da matricola prima di conseguire la laurea nel 1977 e poi un MBA presso la Harvard Business School (HBS) nel 1982. È membro del consiglio dei consulenti del preside di HBS, del comitato dei supervisori dell'università per le risorse universitarie e del comitato consultivo dell'iniziativa sanitaria di HBS.

## Carriera
Pagliuca ha iniziato la carriera come contabile e specialista fiscale internazionale presso Peat Marwick Mitchell & Company nei Paesi Bassi (Peat Marwick è oggi KPMG ).
Successivamente, nel 1982, è entrato in Bain & Company, dove ha gestito i rapporti con i clienti nei settori dei servizi di informazione e della sanità. Ha poi fondato il fondo Information Partners Venture Capital ed è entrato in Bain Capital nel 1989, dove ha iniziato a investire in numerose aziende in diversi settori. Nel 2016 è stato anche nominato co-presidente della società.
Nel 2009 Pagliuca era un candidato del partito Democratico al Senato degli Stati Uniti per il Massachusetts, occupato da Ted Kennedy, morto nell'agosto precedente.  È arrivato quarto su quattro candidati alle primarie democratiche, dietro il procuratore generale Martha Coakley, il membro del Congresso Mike Capuano e l'uomo d'affari Alan Khaze. Pagliuca ha ricevuto il 12% dei voti e non venne eletto. È comunque rimasto politicamente attivo diventando membro del comitato finanziario del deputato Joe Kennedy.

## Boston Celtics
Pagliuca è membro del comitato esecutivo dei Boston Celtics ed è membro del Consiglio dei Governatori e del comitato di competizione della NBA.

## Atalanta
Nel 2022 Pagliuca, insieme ad una serie di altri investitori statunitensi, ha acquisito la quota del 55% della società calcistica italiana di Serie A Atalanta BC. In base al nuovo accordo, Pagliuca è stato nominato co-presidente del club assieme ad Antonio Percassi.